# Caius Antius Aulus Iulius Quadratus
(Caius Antius) Aulus Iulius Quadratus est un haut notable de la cité de Pergame et sénateur romain des Ier et IIe siècles, consul en 94 (suffect) et en 105 sous le règne de Trajan, dont il devient l'un des amis.

## Biographie
Il fait partie de l'élite de la cité de Pergame,, disposant d'une importante fortune. Il est le plus connu des notables de la ville qui réussissent une brillante carrière dans le cursus honorum romain. La classe supérieure de la ville continue de confier l'évergétisme de la cité aux riches natifs de la cité, dont il fait partie, et plusieurs statues de lui sont dressées en sa mémoire.
Il est fait sénateur, en devenant préteur, par l'empereur Vespasien,. Il est membre du collèges des Frères Arvales, peut-être dès la fin des années 70 et aussi Septemvir epulonum.
Il est légat du proconsul de Pont-Bithynie, puis de celui d'Asie et légat adjoint de celui de Cappadoce-Galatie,, des provinces toutes très proches de sa cité de Pergame.
Sous Domitien, il est proconsul de Crète et Cyrénaïque en 84 ou 85 puis de Lycie et Pamphylie de 90 ou 91 à 92/93. Il est consul suffect en 94,,.
Trajan le nomme gouverneur impérial (legatus augusti pro praetore) de l'importante province de Syrie pendant quatre années, entre 100 et 104,, en remplacement de Lucius Iavolenus Priscus. C'est Aulus Cornelius Palma Frontonianus qui lui succède. Trajan lui octroie le consulat éponyme en 105. Il est peut-être ensuite proconsul d'Asie, qui correspond quasiment à l'ancien royaume de Pergame, vers 106 ou 109/110,. Il est l'un des proches de l'empereur.

## Famille
Fils d'Aulus et frère de Julia Polla. Il est probablement lié à Caius Iulius Bassus et à son fils présumé, Caius Iulius Quadratus Bassus, tous deux originaires de Pergame. Le premier est aussi fait sénateur par Vespasien et devient proconsul en Bithynie vers 98 et le second est consul suffect en 105 et général de Trajan. Il y a peut-être confusion entre ces différents sénateurs originaires de Pergame pour leur carrière.